# فيل يونغهازبند
فيليب جيمس بلايسر «فيل» يونغهازبند هو لاعب كرة قدم إنجليزي–فلبيني من مواليد 4 أغسطس 1987. هو يلعب حالياً لمنتخب الفلبين لكرة القدم كمهاجم.

## السنوات الأولى
ولد يونغهازبند في أشفورد، إنجلترا وهو ابن الإنجليزي فيليب يونهوزباند الأب وفليبينا سوسن بلايسر.
شقيقه جيمس يونغهازبند هو أيضاً لاعب كرة قدم.

## مسيرته

### تشيلسي
لعب يونغهوزباند كمهاجم وأحترف في مارس 2005، علماً بانه كان في تشيلسي منذ سن التاسعة. كان يونغهوزباند هداف فريق الشباب في موسم 2003–04 وجعل بدايته الاحتياطية الأولى في نوفمبر 2004. في 2004–05 كان هداف فريق الشباب. في 2005–06، لعب يونغهوزباند 21 مباراة لفريق تشيلسي الاحتياطي، وسجل خمسة أهداف.

## مسيرته الدولية
لعب يونهوزباند لمنتخب الفلبين تحت-23 في دورة ألعاب جنوب شرق آسيا 2005. سجل يونغهازبند هدفين في خسارة الفلبين 2–4 من ماليزيا. كان عضو في منتخب الفلبين الوطني الأول الكرة القدم. ثم شارك يونغهازبند في بطولة أسيان لكرة القدم وسجل 6 أهداف في 4 مشاركات وأنهاها كأعلى هداف في التصفيات.
هو وأخيه الأكبر سناً، جيمس، تم إستدعاهم أخيراً لقائمة المنتخب الوطني في دورة ألعاب جنوب شرق آسيا، وسط ضجة اعلامية. شارك يونغهازبند دورة ألعاب جنوب شرق آسيا 2005، التي اقيمت في الفلبين، مع تسجيله هدفين في المسابقة.

## وصلات خارجية
- فيل يونغهازبند على موقع الاتحاد الدولي (مؤرشف)  (الإنجليزية)
- فيل يونغهازبند على موقع قاعدة بيانات كرة القدم.إي يو (الإنجليزية)
- فيل يونغهازبند على موقع ناشيونال فوتبول تيمز (الإنجليزية)

- موقع فيل يونغهوزباند الرسمي